# Portable Sounds
Portable Sounds är ett album av Tobymac, utgivet 2007.

## Låtlista
1. "One World"
2. " Made to Love"
3. "Boomin' / Opera Trip Interlude"
4. "I'm for You"
5. "Face of the Earth / Chuck @ Artist Development Interlude"
6. "No Ordinary Love"
7. "Ignition"
8. "Hype Man (truDog '07)"
9. "Suddenly"
10. "All In / Mr. Talkbox Interlude"
11. "Feelin' So Fly"
12. "No Signal"
13. "Lose My Soul"